# Integrated Broadcast Service

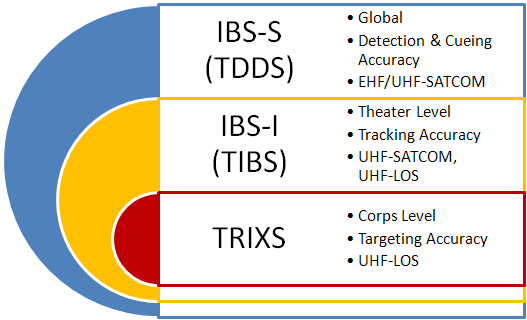
IBSの主要3サービスの関連性を示したシェーマ。

IBS（Integrated Broadcast Service、統合同軸報送信サービス）は、アメリカ四軍（陸海空+海兵隊）が運用する、統合情報配布ネットワーク。既存の複数のネットワークを統合したもので、アメリカ軍の情報活動の基幹となるネットワークである。

## 概要
IBS（Integrated Broadcast Service）は、アメリカ国防総省の主たるネットワークのひとつで、あらゆる軍事階梯において、国家など高レベル管理の情報資産によりもたらされる高緊急度の情報資料を伝えるものである。JINTACCS（Joint Interoperability of Tactical Command and Control System, 戦術指揮統制システムの統合運用性）計画の一環として、既存の戦術データ・リンクとの相互運用性を確保している。
1970年代後期より、アメリカ各軍はTENCAP (Tactical Exploitation of National Capability; 国家管理システムの戦術的利用)計画により、種々の情報配布ネットワークを構築したが、これらはそれぞれ異なるアーキテクチャに則っており、しばしば混乱による弊害が発生した。これらを統合し、再構築したのがIBSである。
IBSの目標は、単一のブロードキャスト (Common Interactive Broadcast: CIB) 、単一のデータ・フォーマット (Common Message Format: CMF)の実現にある。これにより、階梯の上下を問わず、アメリカ四軍、さらにはアメリカ国家安全保障局の高レベルの情報資産（偵察衛星など）によって収集された情報が、即座に作戦指揮官の手元に届くようになった。弾道ミサイル発射の早期警戒情報、戦略偵察機による偵察情報、通信傍受や発振状況などのシギントに至るまで、極めて機密レベルの高い情報が流通しており、米軍の情報活動の基幹となるネットワークである。

## ネットワーク構成
旧来の米軍の情報配布ネットワークは、3つの主流と、そこから分岐した複数の亜流によって構成されていた。3つの主流とは、
1. 軍団階梯のTRIXS (Tactical Reconnaissance Intelligence eXchange System)
2. 戦域階梯のTIBS (Tactical Information Broadcast Service)、
3. 全世界的規模のTRE/TRAP/TADIXS-B (Tactical Receive Equipment/Tactical Related Applications/Tactical Data Information Exchange System-Broadcast)

であり、またTRE/TRAP/TADIXS-Bから派生してTDDS (TRE/TRAP Data Dissemination System)が存在していた。さらにアメリカ国家安全保障局のBINOCULARもあり、これらはまったく別個に構築されたネットワーク・システムで、運用設備や回線、データ・フォーマットなどの互換性は皆無であった。
1996年に策定されたIBS計画は、これらを合理化することを目指したものであった。同一の受信設備（JTT: Joint Tactical Terminal）、同一の回線アーキテクチャ（MILSATCOMアーキテクチャ）、同一のフォーマット（JTIDSに準拠）が採用され、相互運用性は大幅に向上する。
現在、上記の各ネットワークは、順次IBSに統合されつつある。ただし、TRIXとTADIXS-Bの名称は存続しており、またその他のネットワークでも、旧称は通称として使われ続けているようである。

### IBS-S (IBS-Simplex)
IBS-S (IBS-Simplex)、通称および旧称はTDDS (TRE/TRAP Data Dissemination System)である。従来のTDDSは、TRAPネットワークにおいて、TADIXS-Bのデータ・フォーマットで高関心ELINT（脅威目標発射の電子的インテリジェンス）、接敵報告、および関連パラメータを全世界的規模で配信し、USQ-101 TRE端末で受信するというものであった。IBS計画のもとで統合されたTDDSはIBS-S (IBS-Simplex)という名称に変更されたが、その目的は同一である。その回線としては、TRAP時代にはUHF-SATCOMが使用されていたが、IBSへの移行に伴って、これに加えてEHF-SATCOMが使用可能になったとも言われている。
この経路での伝送情報は、DSP衛星が探知した弾道ミサイルの発射警報、アメリカ海軍広域海上監視システムによる敵艦隊の位置通報などがあるが、いずれも「探知・Cueingの精度」、すなわち、他のオペレーションを開始させるためのもので、これによって直接交戦を行えるほどの精度ではない。例えば、仮想敵の弾道ミサイルの発射に際しては、本経路で配信された早期警戒情報に基づき、イージスBMD艦は自艦のAN/SPY-1レーダーを特定の方向に集中して走査し、ミサイルを探知・捕捉して、迎撃ミサイルを発射することになる。従って、IBS-Sはミサイル防衛において、極めて重要な経路であり、アメリカ海軍のイージスBMD艦は、他艦に優先してJTTを搭載しつつある。なお、TDDSにおいて従来使用されてきた端末であるTREは、CIBS-Mモジュールの組み込みによってJTT化され、IBSにおいても引き続き使用されることになっている。TREは、NTDSやACDS、イージスシステムにも組み込まれているとされている。

#### TADIXS-B
TADIXS-B (Tactical Data Information Exchange System-Broadcast)は元来海軍のネットワークの一部で、1990年以降続けられている情報ネットワーク革命の中核的な要素のひとつである。
1990年に、米海軍はジェリー・O・タトル提督主導のもと、コペルニクスC4I構造を採択した。これは、「全軍事活動の中心は、陸上の上級部隊指揮官や行政最高責任者ではなく、洋上部隊指揮官である」という信念に基づき、その部隊固有のセンサーからの情報と、外部の情報源（SOSUSやSURTASS、各種情報活動の成果）からの情報を、戦闘群指揮所のJOTS (後のGCCS-M (Global Command and Control System-Maritime))の画面に集約し、作戦系と情報系を緊密に携させて健全な意思決定を可能にするための情報システムの構築を目標とするものである。
その情報システムにおいて、部隊外の情報源からの情報を伝送するための経路が、陸上ネットワークのGLOBIXS (Global Information Exchange Subsystems)と、これと洋上とを結ぶネットワークであるTADIXS (Tactical Data Information Exchange Subsystem)である。TADIXS-BはTADIXSのサブセットのひとつであり、陸から海への一方的な配信で使用されるメッセージ・フォーマットの定義である。一方、双方向のTADIXS-Aは、IBSには統合されず、そのままで運用されているが、IBSとの相互運用性向上が図られていると見られている。

### IBS-I (IBS-Interactive)
IBS-I (IBS-Interactive)、通称および旧称はTIBS (Tactical Information Broadcast Service)である。SIGINT収集機RC-135リベット・ジョイントなどからのニア・リアル・タイムの多センサー・多情報源の情勢認識情報、脅威警報を、戦域階梯において配信する。その回線としては、TIBS時代より衛星通信（UHF-SATCOM）のほか、直視経路での無線伝送も可能である。
この経路での伝送情報の精度はIBS-Sよりも高く、「Trackingの精度」と表現される。すなわち、移動目標の連続した位置を表示し、脅威評価・攻撃目標選定につなげることのできる情報である。

### TRIX
TRIX (Tactical Reconnaissance Intelligence eXchange System)は、海軍のSIGINT機であるEP-3、空軍の対地目標監視機であるE-8 JSTARS、陸軍のSIGINT機であるRC-12、高高度偵察機であるU-2などから、ニア・リアル・タイムの戦術的情報を軍団階梯において配信するネットワークである。
この経路での伝送情報は「Targettingの精度」と表現され、対応活動にそのまま利用しうるものである。伝送回線としては主として航空機による中継など、直視経路での無線伝送が行われる。

## JTT
IBS計画の重要な目標が、端末の規格統一であったが、これによって採用されたのがJTT (Joint Tactical Terminal)である。また、JTTの一環であるCIBS-M (Common Integrated Broadcast Service Modules)を組み込むことで、既存の端末であるTRE (Tactical Receive Equipment)、CTT (Commanders' Tactical Terminal)、MATT (Multimission Advanced Tactical Terminal)もJTTに移行することになる。
JTTには、基本的にJTTとJTT/H (JTT/Hybrid)の2種がある。これらは、それぞれ複数の構成がありうる。
JTTには、送受信両用のJTT-T/Rと受信専用のJTT-Rがある。JTT-T/Rの標準的な構成では、受信用に7つ、送受信用に1つのチャンネルが使用できるが、CIBS-Mモジュールをさらに追加して組み込むことで、それぞれ12個と4個に拡張できる。JTT-Rの標準的な構成では、受信用に8つのチャンネルが使用できるが、JTT-T/R同様にCIBS-Mモジュールを追加することで12個に拡張できる。
JTT/Hは全二重通信方式の端末で、送受信用のJTT/H3と受信専用のJTT/H-R3がある。JTT/H3はTRIXSの中継端末、全二重式の通信端末、あるいは空中での中継に用いることができる。また、TIBSのネットワークにおいてマスター、マネージャ、データ・プロバイダ、あるいはクエリの送信端末として動作することができる。あるいは、TRIXS, TIBS, GPL-SID (General Purpose Link - Army Secondary Dissemination), TDDS, ないしTADIXS-Bのネットワークにおいて、同時に2つのチャンネルで受信することができる。JTT/H-R3は、JTT/H3の受信専用版である。また、TRIXSにおいて使用されている既存のCTT/H-R (CTT/Hybrid Receive-Only)は、CIBS-Mモジュールの追加でJTT/H-Rに変更される。